# Onda Pavia
La Società Sportiva (S.S.) ONDA PAVIA, è stata una società di pallacanestro, fondata a Pavia il 3 novembre 1943 in pieno conflitto bellico, da un gruppo di “veri sportivi” che frequentavano il Bar Sport di Corso Garibaldi 1. In realtà inizialmente era una “polisportiva”, che si dedicava anche agli sport di acqua e di ginnastica. Nella sua "sezione pallacanestro", ebbe soprattutto il grande merito di voler raccogliere l’eredità cestistica di quanto di buono si era visto negli anni Trenta, lasciata vacante dalla soppressione dei G.U.F. (Gioventù Universitaria Fascista). Il GUF Pavia aveva disputato ben 8 campionati al massimo livello in Divisione Nazionale, con un prestigioso 4º posto nel 1938-39, che aveva consacrato Pavia nella ristretta élite della pallacanestro nazionale.
Contrariamente a quanto molti pensano l'Onda, oltre ad aver avuto un'identità precisa per oltre 40 anni (dal 1943 al 1985), è stata per ben due volte origine della fondazione della Pallacanestro Pavia: una prima volta nel 1947 e poi ancora nel 1975 in occasione della rifondazione della stessa, oltre ad averne avuto dal 1947 al 1958 un'attività parallela ed antagonista, seppur in categorie inferiori. Mentre nell'immediato dopoguerra per tre anni (tra il 1945 ed il 1947) e poi dal 1958 al 1975 (per 17 anni) è stata senza alcun dubbio la società di vertice della pallacanestro - DI – Pavia a livello maschile, ma anche a livello femminile (dal 1958 al 1964) dove, con il 2º posto nella Serie A 1963-64, ha raggiunto il massimo piazzamento "assoluto" della storia della pallacanestro pavese.
Primo presidente fu Franco Belli con Segretario Luigi Verri (futuro Presidente del CP FIP), che lasciò quasi subito la carica a Piero Vecchio e poi a Cesare Fraschetti(che era anche presidente del A.C. Pavia), il quale passò la carica nella stagione 1946/47 a colui il quale divenne successivamente il mitico "Presidentissimo" della Pallacanestro Pavia Ing. Cazzani, e che lo fu ancora alla presidenza ondina dai primi anni ’60 fino alla morte nel 1968.
Tra i fondatori e promotore principale negli anni successivi – garante della continuità societaria - è senz'altro da segnalare – principale - la figura di Luigi "Gino" Bigi: sempre fedele alla bandiera “ondina” sia negli anni fulgidi sia in quelli bui. Per il suo carattere polemico e diretto, dei suoi grandi meriti sportivi non fu mai ben gratificato di benemerenze pubbliche e sportive, ma il suo apporto è ben presente nella storia della pallacanestro pavese, al pari del prof. Chiappero e del ing. Cazzani, come uno dei "padri" del movimento cestistico cittadino.
Di seguito presenteremo progressivamente la cronologia dell'attività svolta e i principali risultati conseguiti sino alla cessazione definitiva che è contemporanea al decesso (nei primi anni '80) del suo massimo promotore, che fu appunto Luigi Bigi.

## Storia
È doveroso partire dai fatti fondamentali che hanno preceduto (nel periodo ante-guerra) la fondazione della società, che ne è stata l’erede a tutti gli effetti.

### I pionieri degli anni trenta del G.U.F. in Divisione Nazionale
Nel 1933 venne fondato a Pavia il Comitato Provinciale della Federazione Italiana Pallacanestro con primo presidente il prof. Aurelio Chiappero. Sempre in quell'anno fu istituito il G.U.F. Gruppo Universitario Fascista cittadino. Che fu ammesso dalla FIP nella Divisione Nazionale 1935/36, che era la massima categoria del tempo. Esperienza che proseguì per i sette anni successivi sino al 1943, con miglior piazzamento il 4º posto assoluto nella Serie A 1938-39.

### Fondazione dell'ONDA Sezione maschile (anni 1945 - 1959)
Con la scomparsa del GUF avvenuta nel luglio 1943, la sua eredità sportiva fu raccolta nel novembre 1943 dall'Onda Pavia che, trascorso il 1944 nel quale tutte le attività sportive furono sospese, venne ammessa d'ufficio dalla FIP alla Serie Unica 1945-46, organizzata dapprima su base Regionale (nella quale si classificò al 2º posto) e poi con una fase Interregionale di qualificazione alla fase Semifinale Nazionale (girone A con SG Trieste, Ansaldo Genova e Ravenna) nella quale si piazzò al 3º posto, non sufficiente per accedere alla fase finale. In questa prima formazione ritroviamo gli eroi del GUF che certificano la saldatura col recente passato: i due ex-nazionali Edo Rolandi e Pasteris, i Fratelli Casali Lino e Franco, Melo Gervasi, Astori, Belli, Tronconi, Quacci. Con allenatore il dott. Vittorio Cornalba, già capitano del GUF.
Nel successivo campionato di Serie Unica 1946-47 l'Onda superò brillantemente i gironi di qualificazione Regionale ed Interregionale, ottenendo l'accesso a uno dei 4 gironi di semifinale con Pall. Varese e Reyer Venezia, rimanendo esclusa dalla finale Nazionale per l'aggiudicazione dello scudetto dopo polemiche infinite (per aver dovuto rigiocare una partita vinta con Reyer Venezia, poi persa). Il 5º posto assoluto ottenuto e l'ammissione alla ricostituita Serie A (a 2 gironi da 8), suscitò però nell'ambiente sportivo cittadino un immediato entusiasmo e conseguenti ambizioni, che richiedevano altrettanto un impegno economico sempre maggiore, che non tutti i soci condividevano. Infatti, il 26 giugno 1947 nel corso dell'assemblea dei soci, avvenne un fatto clamoroso: su proposta del presidente ing. Cazzani (che allora era anche Presidente dell'Associazione Industriali Pavesi e della Metalizzazione Pavese) la maggioranza dei soci deliberò il cambio di denominazione in Pallacanestro Pavia, che un gruppo di soci minoritari dissenzienti contestò aspramente, tanto da portare a voler ricostituire immediatamente una nuova società che riprendeva la denominazione originaria di Associazione Pallacanestro Onda, iscrivendola al Campionato Regionale di Prima Divisione, dando di fatto continuità all'attività "Ondina" e la separazione netta dalla società di vertice cittadina col nuovo nome, il cui nuovo nucleo dirigente aveva di fatto "espropriato"  il diritto sportivo di Serie A. 
Il giornale locale così testimoniò i fatti (cfr. “La Provincia Pavese” del 18/07/1947)
"Sul vecchio tronco dell'Onda è germinata la Pall. Pavia. Ma la gloriosa bandiera dell'Onda non può essere ammainata e per iniziativa di alcuni appassionati questo simbolico Sodalizio rampolla ancora in una nuova Società che fedele al caro nome di Onda riprende coraggiosamente la sua strada. Sede sociale: Corso Garibaldi 31, tel. 2730 Bar Italia."
Fu eletto simbolicamente alla carica di presidente Cesare Fraschetti, uno dei soci fondatori della società nel 1943 e già terzo presidente, mentre Luigi Bigi assunse la direzione tecnico-sportiva, carica che mantenne ininterrottamente sino al 1970.
Nel 1947/48, prima stagione dalla rifondazione, partecipò al campionato di Prima Divisione (3º livello), vincendo nettamente le fasi di qualificazione regionale e interregionale, meritandosi la promozione in Serie B ed acquisendo il diritto alla Finale Nazionale di Prima Divisione in campo neutro, giocata il 27 giugno 1948, nella quale fu sconfitta 43-40 dalla REYER-B. Tra gli ondini da rimarcare la presenza di “Tato” Brocchetta (che giocava contemporaneamente a calcio nell'Inter) e del giovanissimo Lele Rosolen, futuro grande protagonista del basket pavese.
L'attività maschile proseguì tra alterne vicende per tutto il decennio d'oro della pallacanestro pavese, con un picco notevole nella stagione di Serie B 1949-50, nella quale ebbe come sponsor il GS Necchi Vittorio e raggiunse le finali nazionali a tre con Pesaro e Reggiana, sfiorando la clamorosa promozione in Serie A, che avrebbe portato a un impensabile "derby" cittadino. Perso lo sponsor, la società partecipò esclusivamente a campionati regionali sino a che nel luglio 1958 la Pallacanestro Pavia cessò definitivamente l'attività a livello nazionale cosicché - paradossalmente - l'unica società attiva a Pavia rimase l'Onda dell'encomiabile factotum Luigi Bigi, che partecipava al campionato regionale lombardo di Promozione 1958/59. La diaspora dei grandi giocatori pavesi migrati tutti a Vigevano-Valenza-Lodi e nel Milanese, rese difficoltoso formare una squadra, cosicché a fine stagione la “sezione maschile” chiuse i battenti, per consentire alla società di poter concentrare completamente le risorse sulla "sezione femminile", che proprio in quel periodo ebbe una grande crescita ed i suoi anni d'oro.

### Nasce la Sezione femminile (1958) sino al "quasi scudetto" e la rinuncia alla Serie A (1964)
La sezione femminile fu costituita nel dicembre 1957 raggruppando agli ordini del dott. Edoardo Taveggia, presso la Palestra della Casa dello Studente, una ventina di atlete tutte pavesi tra le quali spiccavano la capitana Bonfante (che già aveva giocato nella Pallacanestro Pavia in Serie A nei primi anni ‘50) e la giovane Laura Bolis (che sarebbe stata una trave portante negli anni a venire). L’attività agonistica iniziò iscrivendo la squadra alla Promozione Regionale 1958/59, inclusa nel Girone B che fu subito vinto con accesso alle finali regionali, nelle quali l'Onda si piazzò al 4º posto, sufficiente per l’ammissione alla Serie B nazionale.
Nel campionato di Serie B 1959/60 il Girone A di qualificazione venne vinto agevolmente, garantendo l’accesso alle SemiFinali nazionali a 6, nelle quali l’Onda perse con Bologna e Trieste e fu esclusa dalla Finale. Ma poi, nel quadro dell’allargamento della massima serie a 3 gironi, ottenne il ripescaggio nella Serie A 1960-61. Nella quale, pur presentandosi con la stessa formazione dell’anno precedente, conseguì un onorevole 4º posto nel Girone A vinto dalla Standa Milano davanti ad Autonomi Torino ed Electrolux Milano. 
Le ambizioni cominciavano a crescere e quindi in vista della Serie A 1961-62 la formazione venne potenziata col rientro della già nazionale Silvana Pagani (moglie di Lele Rosolen), di Cortesi e Ferrario (dalla Standa Milano), Pozzato (dalla Cagnola Milano). Nel Girone B l’Onda ottenne un ottimo 3º posto dietro solo a Fiat ed Autonomi Torino, con il grande merito di aver inaugurato allo sport il PalaEspo il 26 novembre 1961, che sino al 1985 è stato il “fortino” del basket pavese. Piazzamento che permise alle pavesi di essere ammesse alla nuova Serie A 1962-63 a Girone Unico a 12 squadre, il che esaltò l’ambiente, tanto che Presidente venne nominato nuovamente l’Ing.Cazzani (proprio colui che nel 1947 ne aveva provocato la scissione) e subito si alzò l’asticella. La campagna acquisti fu sontuosa: arrivarono Licia Pasquali (dalla Standa Milano e 2 volte scudettata con Legnano), Nidia Pausich e Marisa Geroni (3 volte scudettate con l'Udinese che si era appena sciolta). Un trio di atlete pluri-scudettate e più volte "nazionali", che immediatamente posero le pavesi nel novero delle favorite allo scudetto, come fu confermato dai fatti, tanto che l’Onda si piazzò al 3º posto assoluto superata solo da Fiat Torino e Standa Milano.
Eccoci arrivati all’anno top-down, al campionato di Serie A 1963-64: per la prima volta la società poté avvalersi di uno sponsor nell’azienda pavese di televisori FIRTE, il che permise di aggiungere al già fortissimo organico dell’anno precedente altre due pedine da quintetto: Pasquini (dall’Europhon Milano) e Nicoletta Persi (vincitrice di 5 scudetti con Trieste ed Udine e già 48 volte “azzurra”) proveniente dal Pejo Brescia. L’entusiasmo crebbe a dismisura alimentando le ambizioni di scudetto, che oggettivamente non erano una chimera. Persi-Pausich-Geroni costituivano un trio di livello internazionale, ben supportate dalle milanesi Pasquali e Pasquini e dalle validissime pavesi Bonfante (cap.), Bolis e Pagani. Ben 5 delle ondine erano nel giro della Nazionale.
Il girone di andata vide Onda e Fiat appaiate in testa con 17 punti, causa un inaspettato (poi diventato fatale) passo falso con la Standa a Milano Forza&Coraggio, bilanciato il 29 dicembre 1963, davanti al pubblico amico, vincendo la partita più importante del campionato contro la squadra Campione d’Italia. Il Palazzo Esposizioni era gremito da circa 2.000 spettatori, che rappresentavano il record assoluto per un incontro di campionato femminile in Italia. A cui seguì un successivo percorso netto nel ritorno, sino allo scontro diretto con le torinesi che fu perso per soli 3 punti, tra mille polemiche per un arbitraggio assolutamente casalingo. La Fiat vinse anche il ritorno con la Standa e, per un solo punto 34vs35 (la sconfitta valeva 1 punto), si aggiudicò lo scudetto con le ondine al posto d’onore.
Ma una beffa ancora più grande stava arrivando. In seguito alla rinuncia per ragioni tecniche da parte della squadra campione d’Italia del FIAT, l’Onda fu invitata dalla FIBA a partecipare alla Coppa Europea dei Campioni dei rispettivi paesi (oggi denominata EuroLeague Women). Era questa una notizia assolutamente sensazionale, oltre che un’occasione probabilmente irripetibile per lo sport cittadino. Che però giungeva in un momento critico per la Società pavese, i cui dirigenti si stavano battendo per scongiurare l’esclusione dal massimo campionato nazionale, causa il sopraggiunto fallimento dello sponsor Firte, che fece mancare anche il contributo promesso per la stagione appena conclusa, rendendo inevitabile la rinuncia all'iscrizione e a ogni ulteriore velleità a livello internazionale. 
Purtroppo rimase tutto solo un bel sogno, nonché il punto più alto raggiunto da una compagine della città di Pavia nella storia della pallacanestro. Come accadde già ai maschi (terzi assoluti nel 1955/56), scalata la montagna, le società pavesi di pallacanestro non sono state in grado di voler/poter mettere la piccozza in vetta, causa il totale disinteresse delle forze economiche cittadine, pur se si era in pieno “miracolo economico”.

### Rinasce la sezione maschile (1963) sino alla chiusura dell'attività (metà anni'80)
La rinuncia alla massima serie femminile non impedì allo storico dirigente Luigi Bigi di rilanciarsi in una nuova avventura dal settore maschile, iscrivendo una formazione juniores alla 1ª divisione allenandola lui stesso e adoperandosi (con mezzi minimi) per la rinascita del basket maschile cittadino che in quei primi anni sessanta era stata raccolta fugacemente dal CUS PAVIA. Rilancio che si concretizzò (dopo due ottimi campionati di Promozione Regionale nel 1964-1966 chiusi al 2ºposto) acquisendo sul campo il diritto di serie D nel 1966 e con il rientro dei "veci", a cominciare da coach Lele Rosolen da Vigevano insieme Rino Morani e Cecchi, a cui seguì l'anno successivo quello di Remo Ferrari e Gianni Conti (da Lodi via Vigevano), il che permise di costituire una "saldatura" con gli anni d'oro e con i protagonisti che fecero grande nella massima serie il basket cittadino negli anni '50, ridando entusiasmo a tutto l'ambiente, tanto che anche il Presidentissimo Ing.Cazzani accettò la carica Onoraria che mantenne sino alla prematura morte avvenuta nel 1968.
Nel 1966-67 l'Onda ottenne un buon 2º posto nel Girone A della serie D rivelando anche giovani talenti provenienti dagli Oratori (in particolare dalla Celeres di San Michele) in "Tom" Negri, "Mamo" Bigi, "Bob" Fiume, Massimo Zanotti. 
Nel 1967-68 l'Onda, con una marcia trionfale, dominò il Girone A di Serie D, venendo promossa in C davanti ad Asti sponsorizzata Saclà, unica che fece perdere un campionato alla corazzata di Lajos Toth. 
Nel 1968-69 l'Onda si ripeté vincendo il girone A della serie C (terzo livello nazionale), dominando il campionato dall'inizio alla fine davanti al Costone Siena, in un PalaEspo ritornato caloroso e partecipe come ai tempi di Via Porta.
La formazione di quel biennio vincente, sotto la direzione del coach pavese Lele Rosolen, presentava ben 8 pavesissimi (Mamo Bigi, Remo Ferrari, Massimo Zanotti, Tom Negri, Gianni Conti, Marco Rona, Paolo Bigi, Bob Fiume) integrati da tre studenti milanesi scuola All'Onestà (Benazzi, Leporace, Rossini) ed uno studente varesino scuola Robur (Monticelli). Un mix di veterani (Ferrari e Conti che garantivano leadership) e di giovani che davano vigoria, il tutto completato da un "enorme" spirito di appartenenza. Che Bob Fiume (da coach), Tom Negri e Giorgio Leporace (da capitano) seppero trasferire nella successiva promozione in Serie B che ottenne nel 1978 la Pall.Pavia Necchi.
Nel 1969 Pavia grazie all'Onda, ed alla tenacia dell'impiegato dell'Arsenale Luigi Bigi, tornava dunque nel basket di Elite dopo 10 anni di vero limbo, disputando un eroico campionato di Serie B 1969-70 in un girone A molto competitivo, una vera A2 ante litteram (basti pensare tra le altre, al Biella di Caglieris-Polzot-Lucarelli, alla Candy Brugherio di Bianchini, al Livorno di Benvenuti). Stagione che terminò tra le polemiche (dimissioni di Bigi da dirigente) e con una immeritata retrocessione, dopo spareggio perso di 1 a Fidenza col Gira Bologna (con Tracuzzi in panchina al posto di Rosolen squalificato), in una incredibile partita nella quale il cecchino fidentino Franceschini, idolo locale, sbagliò 2 tiri liberi sulla sirena: nemo profeta in patria.
Negli anni successivi 1970-71, 1971-72, 1972-73, 1973-74, e fino al 1974-75 si susseguirono buoni campionati di Serie C (che era pur sempre il 3º livello del basket di allora), con una partecipazione in grande economia, sempre guidata in campo e fuori da Lele Rosolen, con miglior risultato un quarto posto nel 1972/73 e nel 1973/74 e con rosters di tutto rispetto: formati dallo zoccolo duro dei pavesi Negri-Zanotti-Fiume-Bigi-Leporace-Massoni-Perotti-Tesio-Strozzi, supportati a turno negli anni, da un gruppo di giocatori provenienti da Vigevano (Filippone, Ferri, Bottan, Colombo, Borghesio) e milanesi (Schiavon, Brega) che si integravano perfettamente nello spirito ondino.
Nell'estate del 1975, Rosolen (sempre più impegnato con la rinata sezione femminile sponsorizzata dalla Pellicceria Annabella) decise di cedere il diritto di Serie C alla ri-costituenda Pallacanestro Pavia, frutto della fusione fra i principali G.S. oratoriali cittadini (Olmo, Audaces, Celeres, Virtus) guidati dal ex-arbitro internazionale Lino Marchesi e dal ex-campione zaratino Tullio Rochlitzer, presidente il Prof.Magenes.
La famiglia Bigi (Luigi ed i figli Massimo e Paolo) decisero di non interrompere la continuità nella tradizione "ondina" e nel 1977 ricostituirono per la terza volta la società, ripartendo dal gruppo di ex-giocatori e non che vinsero la Serie C dieci anni prima (Zanotti, Mamo Bigi, Conti, Morani, Cecchi, Rona, Bacchiega, Volponi, Farina, Waman, Trabucchi (con in panchina Paolo Bigi) ripartendo dalla 1ª Divisione che vinsero subito, a cui seguì la vittoria nel campionato di Promozione 1979 che diede l'accesso alla Serie D nazionale nel 1979/80, a cui seguirono una serie di campionati anonimi, sino alla cessazione con morte del padre fondatore Luigi Bigi avvenuta a metà anni '80, con la bara idealmente avvolta nella bandiera della SS ONDA, suo grande amore/passione sportiva.
Con Lui, grande dirigente, epigone di una passione sportiva oggi impensabile, se ne sono andati 40 anni davvero epici di storia della pallacanestro - DI - Pavia.

## Compendio statistico

### Riepilogo migliori piazzamenti e partecipazioni M/F
| MASCHILE          | 1° LIVELLO | 2° LIVELLO | 3° LIVELLO | TOTALE   |
| categoria         | Serie A    | Serie A2-B | Serie B-C  | Cat.Naz. |
| ----------------- | ---------- | ---------- | ---------- | -------- |
| Partecipazioni    | 2          | 3          | 6          | 11       |
| Miglior risultato | 5º 1946-47 | 3º 1949-50 | 1º 1968-69 |          |
| Partite giocate   |            |            |            |          |
| Partite vinte     |            |            |            |          |
| FEMMINILE         | 1° LIVELLO | 2° LIVELLO | 3° LIVELLO | TOTALE   |
| categoria         | Serie A    | Serie A2-B | Serie B-C  | Cat.Naz. |
| Partecipazioni    | 4          | 1          | 2          | 7        |
| Miglior risultato | 2º 1963-64 | 3º 1959-60 | 1º 1958-59 |          |
| Partite giocate   |            |            |            |          |
| Partite vinte     |            |            |            |          |